# Blåsinstrument

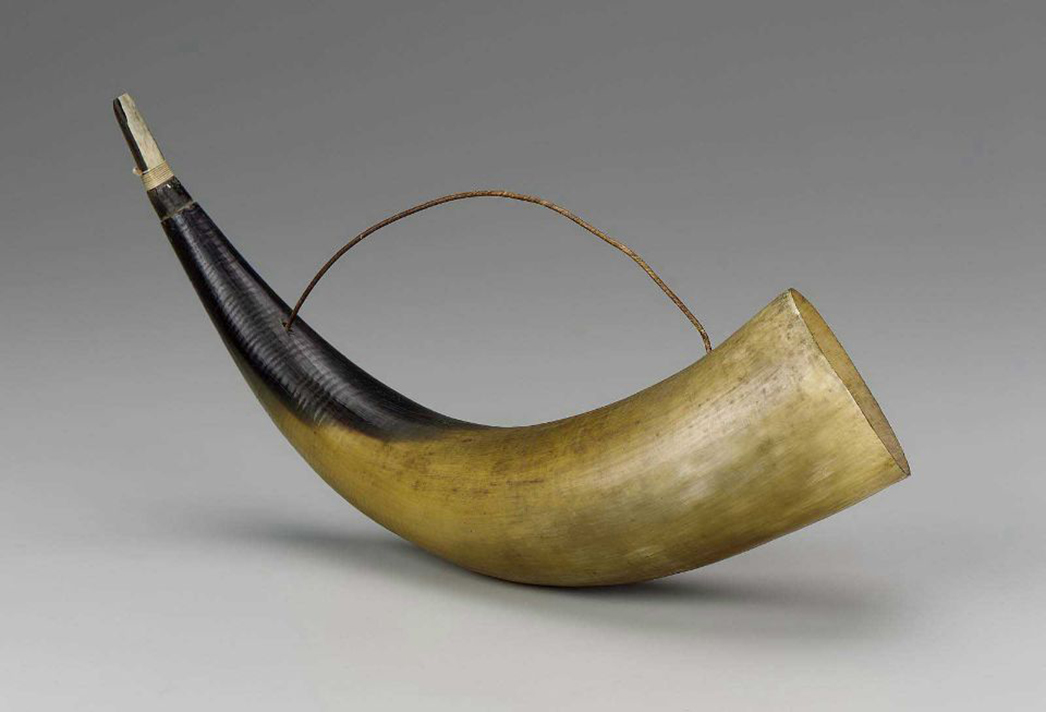
"Erkencho"-blåshorn från Gran Chaco, Sydamerika.

Blåsinstrument är musikinstrument i gruppen aerofoner där ljudet alstras genom vibrerande luftpelare.

## Tonbildning
- Träblåsinstrument
  - Instrument med enkelt rörblad, ett rörblad som vibrerar mot fast underlag. Exempelvis klarinett och saxofon.
  - Instrument med dubbelt rörblad, två rörblad vibrerar mot varandra, luften passerar mellan dem. Exempelvis oboe och fagott.
  - Kantflöjter, luftströmmen bryts mot en kant. Exempelvis  tvärflöjt.
  - Spaltflöjter, luftströmmen blåses in i ett rör och klyvs mot en kant. Exempelvis blockflöjt.
- Bleckblåsinstrument, metallinstrument där utövarens läppar är membranet, munstycket vidarebefordrar vibrationerna. Exempelvis trumpet.

## Systematik
Träblåsinstrument
- Kantflöjter
  - Tvärflöjt
  - Multipelflöjt
  - Kärlflöjt
  - Panflöjt
  - Näsflöjt
  - Ändblåst flöjt
- Flöjter med spaltmunstycke
  - Blockflöjt
  - Visselflöjt
  - Visselpipa
- Rörbladsinstrument med enkelt rörblad
  - Klarinett
  - Saxofon
- Rörbladsinstrument med dubbelt rörblad
  - Skalmeja
  - Oboe
  - Fagott

Bleckblåsinstrument
- Trumpeter
  - Trumpet
  - Kornett
  - Piccolatrumpet
  - Bastrumpet
- Flygelhorn
- Valthorn
- Basuner
  - Alttrombon
  - Tenortrombon
  - Bastrombon
  - Kontrabastrombon
  - Ventilbasun
- Tuba
- Eufonium
- Althorn
- Tenorhorn
- Cimbasso

Naturhorn
- Vallhorn
  - Alphorn
  - Näverlur
- Didjeridu

Övriga
- Säckpipa
- Munspel

Klaverinstrument som även är blåsinstrument
- Orgel
- Harmonium
- Dragspel
  - Pianodragspel
  - Knappdragspel
- Melodika